# Hoang Anh Attapeu FC
El Hoang Anh Attapeu Football Club es un club de fútbol de Attapeu, Laos. Actualmente están jugando en la Liga de Fútbol de Laos, primera división de fútbol en el país.

## Clubes afiliados
- Hoàng Anh Gia Lai[2]